# Surinaams Museum
Het Surinaams Museum is een cultuurhistorisch museum met een grote collectie etnografische en historische voorwerpen, archeologische vondsten, koloniaal meubilair, textiel, beeldende kunst, oude kaarten en historische foto's.   
Het museum is gevestigd in Fort Zeelandia in Paramaribo en heeft een dependance aan de Surinamestraat in de wijk Zorg en Hoop waar het museumdepot, de bibliotheek en de studiezaal zijn gehuisvest. De educatieve afdeling van het museum is gevestigd in een van de officierswoningen bij Fort Zeelandia.

## Geschiedenis

#### 1863-1945

Het logeergebouw aan de Grote Combéweg in Paramaribo. Foto: Julius Muller (ca.1885)

Dankzij de bemiddeling van gouverneur Reinhart Frans van Lansberge ontving het Surinaams Genootschap ter Bewaring van Kennis in 1865 een schenking van Tjark Jansen Eijken Sluyters, planter en mede-eigenaar van plantage Geyersvlijt. Het betrof een verzameling opgezette vogels, roofdieren en andere naturalia. De verzameling werd in de daarop volgende jaren uitgebreid met etnografica, stenen en ander materiaal uit de natuur en deze collectie vormde de basis voor het Koloniaal Museum. Het beheer van het museum en de eerder opgerichte Koloniale Bibliotheek werden toevertrouwd aan het Genootschap tot bevordering van kennis, opgericht in 1867. Het vinden van goede huisvesting was problematisch. Uiteindelijk werden de collectie en de bibliotheek ondergebracht in het logeergebouw van het Gouverneurshuis aan de Grote Combéweg.
Toen het genootschap in 1875 ophield te bestaan vielen het museum en de bibliotheek rechtstreeks onder het gouvernement. Onderwijsinspecteur Herman Benjamins werd met het toezicht belast.
In oktober 1876 werd de eerste grote Surinaamsche Tentoonstelling van landbouw, veeteelt, nijverheid en kunst georganiseerd. Het oogmerk van de tentoonstelling was om een impuls te geven aan de economie van de kolonie. Het ging daarbij vooral om het aantrekken van investeringen vanuit Nederland ten behoeve van de plantagelandbouw. De tentoonstelling vond plaats in het logeergebouw en op het aanpalende erf van de vrijmetselaarsloge Concordia. Het evenement trok bijna 7000 bezoekers en na afloop van de tentoonstelling werd een deel naar Nederland verscheept. De opgezette dieren, zeldzame stenen en historische objecten werden opgenomen in de collectie van het Koloniaal Museum.. 
Het Koloniaal Museum werd in 1908 opgeheven. Er kwamen bijna geen bezoekers meer en de collectie was ernstig verwaarloosd. De antropoloog Herman ten Kate schreef na een bezoek over 'slordigheid en vuilheid' en over een collectie die 'in een half donker vertrek zonder enig systeem door elkaar stonden'. Het stonk er en 'bezoekers waren zeldzamer dan de objecten'. Het Algemeen-Nederlands Verbond (ANV) nam het initiatief om een commissie in te stellen die op 17 maart 1908 een rapport uitbracht. De commissie adviseerde de gouverneur om het museum op de heffen en de bibliotheek als zelfstandige instelling voort te zetten. Het Koloniaal Museum werd vervolgens op 16 mei 1908 opgeheven.
Een deel van de verzameling van het museum werd overgebracht naar het Schoolmuseum. Het Schoolmuseum was in 1908 opgericht om aanschouwelijk onderwijs te bevorderen. Er was een leeszaal aanwezig en dankzij de komst van de voorwerpen uit het Koloniaal Museum konden opgezette dieren, planten, mineralen en volkenkundige voorwerpen aan leerlingen en onderwijzers getoond worden. Maar in de loop der jaren nam de belangstelling af. Het instandhouden van het museum was financieel niet meer haalbaar en de oprichter van het schoolmuseum, de Vereniging tot bevordering van het onderwijs, besloot in 1929 om het museum op te heffen. In 1930 werd de verzameling op een veiling te koop aangeboden. Met de opbrengst werden kleren en schoenen gekocht voor 'behoeftige leerlingen'. Het zou tot 1947 duren voor er weer een voor het publiek toegankelijke instelling zou komen waar het cultuurhistorisch erfgoed van Suriname verzameld en beheerd zou worden.

#### 1945-1972

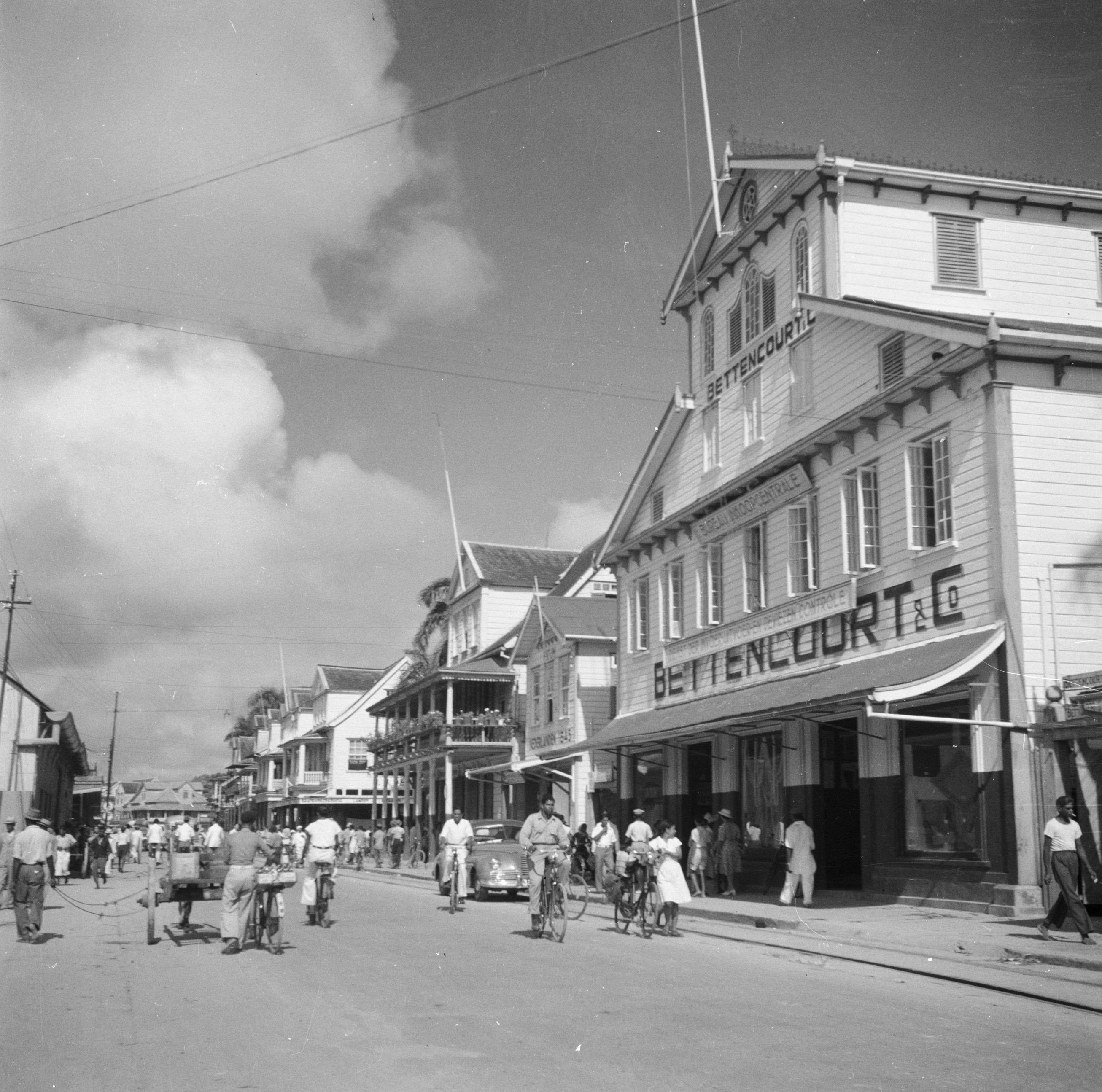
De Waterkant in Paramaribo met de winkel van Bettencourt en Co. Foto: Willem Poll (1947)

Op 29 april 1947 werd de Stichting Surinaams Museum opgericht. Voorzitter van het bestuur werd ir. Hendrik Schols, directeur van de Geologisch Mijnbouwkundige Dienst, secretaris de jurist en politicus Philip Samson en de musicus Eddy Wessels werd penningmeester. Prominente leden van het bestuur waren de tekenleraar en politicus Wim Bos Verschuur en de onderzoeker dr. Dirk Geijskes. Het bestuur zocht enkele jaren vergeefs naar een goede locatie. Uiteindelijk werd in 1952 de bovenverdieping van de manufacturenzaak Bettencourt & Co aan de Waterkant in Paramaribo gehuurd. Op de zolder werd een kleine tentoonstelling ingericht met etnografische objecten van de Trio en Wayana volken die Dirk Geijskes had meegenomen van een expeditie naar de bovenloop van de Marowijne.
In 1954 werd Wosuna (Wetenschappelijke Onderzoek Suriname en de Nederlandse Antillen) opgericht. De belangrijkste taak van de stichting was het zorgdragen voor de financiering van wetenschappelijk onderzoek. Een nieuw gebouw in de villawijk Zorg en Hoop, eigenlijk bedoeld om het Surinaams Conservatorium te huisvesten, werd aangekocht om de nieuwe stichting te huisvesten. Met de landsregering werd afgesproken dat de grote centrale hal van het gebouw zou worden bestemd voor het Surinaams Museum. Geijskes werd benoemd tot directeur van Wosuna en van het museum. Op 20 oktober 1954 werd het gebouw geopend door gouverneur Jan Klaasesz.
Het Museum ontving vanaf 1953 een vaste jaarlijkse bijdrage van de overheid. Daarnaast werd het museum financieel bijgestaan door de stichting Sticusa. 
Tussen 1954 en 1965 werd de collectie flink uitgebreid. Er werden 1250 objecten toegevoegd, aangekocht of geschonken door instellingen en particulieren. Er werden wisselende exposities georganiseerd. De eerste tentoonstelling betrof oude kaarten en prenten. In 1955 werd een Oranjetentoonstelling over het koninklijk huis georganiseerd met allerlei materialen die door particulieren werden aangedragen. De verzameling van Alexander Feinland, die inheems aardewerk, houtsnijwerk en muziekinstrumenten van de marrons, oude kaarten en prenten, tekeningen van Surinaamse vruchten en objecten uit de slaventijd bevatte, werd in 1955 toegevoegd aan de collectie van het museum.
Ter voorbereiding van de aanleg van het Brokopondostuwmeer werden studies verricht naar de bodemgesteldheid en naar de flora en fauna van het gebied. Wetenschappelijke expedities om de mogelijkheden van mijnbouw te onderzoeken leverden ook materialen op voor het museum. Ook bijzondere etnografische objecten werden meegenomen naar Paramaribo. 
In 1955 bezochten ruim vierduizend bezoekers het museum. In 1965 was dat aantal toegenomen tot bijna 9000. Door de combinatie met Wosuna en de aanwezigheid van de bibliotheek groeide het Surinaams Museum ook uit tot een centrum van wetenschap.

#### Na 1972
Op 25 september 1972 werd Fort Zeelandia in gebruik genomen door het Surinaams Museum. Het besluit om het fort een museale bestemming te geven was al jaren eerder genomen, maar het fort, dat bijna een eeuw als gevangenis had gediend, moest grondig gerenoveerd worden. De kosten hiervan werden gedragen door de rijksoverheid. Voor de restauratie werden onder andere antieke plavuizen en dakpannen gebruikt afkomstig van plantage Mon Souci.

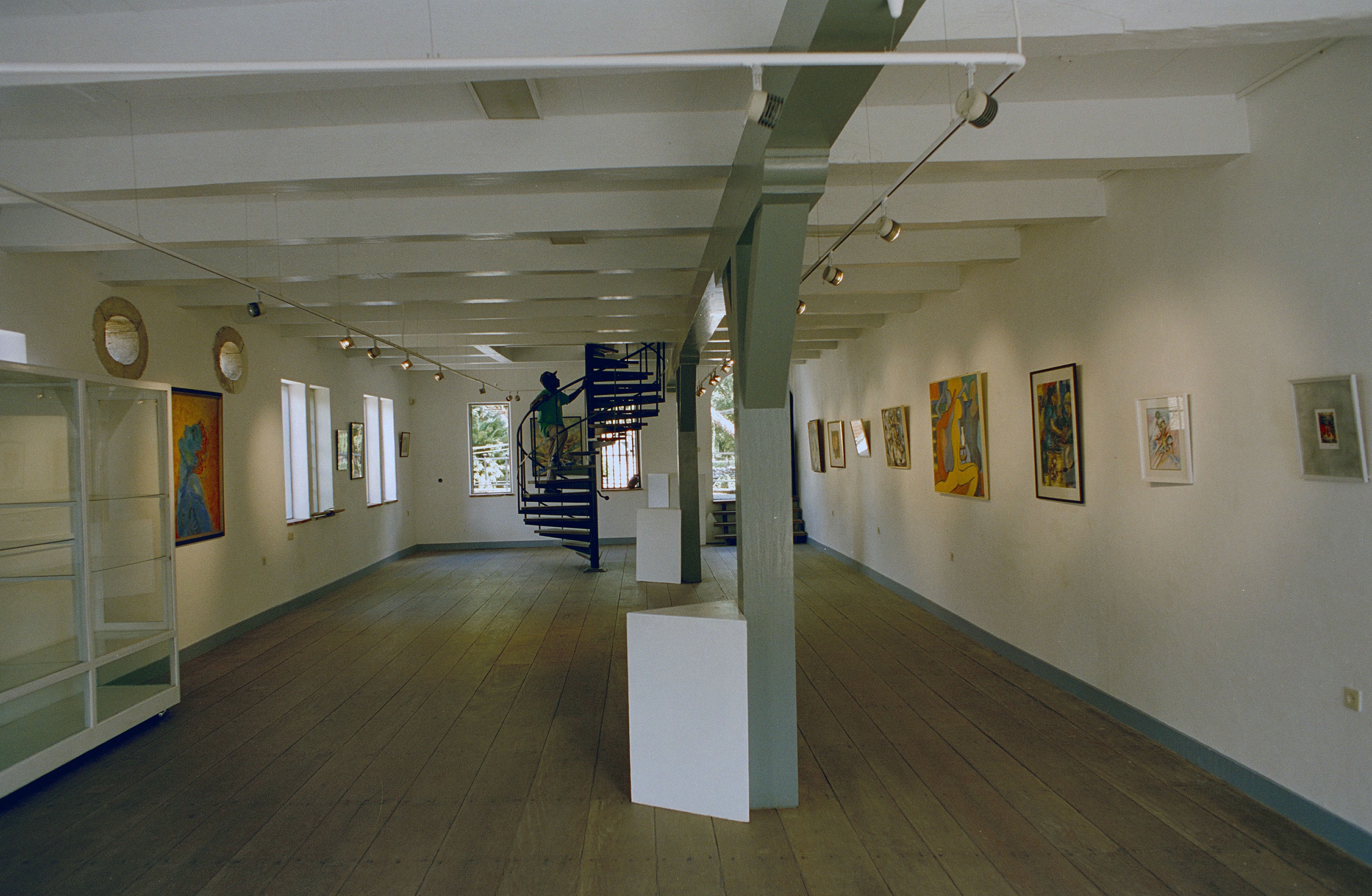
Interieur Surinaams Museum in Fort Zeelandia (1997)

Voor de opstelling van de collectie werd het advies gevolgd van de historicus Jan Schouten, directeur van de Stedelijke Musea Gouda. De leiding van het museum besloot om voor een cultuurhistorische opstelling en een didactische invalshoek te kiezen. De geschiedenis van Suriname en van het fort zouden worden getoond op de benedenverdiepingen. Op de bovenverdiepingen werden exposities gerealiseerd met materialen van en over de verschillende Surinaamse bevolkingsgroepen.
Twee jaar na de Sergeantencoup in 1980 moest het museum Fort Zeelandia verlaten om plaats te maken voor het militair gezag die het fort weer een militaire bestemming wilde geven. Het museum verhuisde terug naar Zorg en Hoop. In december 1982 werden de Decembermoorden gepleegd op de binnenplaats van het fort. In 1994 vertrokken de laatste militairen en werd het fort weer teruggegeven aan de Stichting Surinaams Museum. Op het bastion Veere werd op 8 december 2009 het nationaal monument Bastion Veere onthuld.
De gedwongen verhuizing terug naar Zorg en Hoop had gezorgd voor groot ruimtegebrek. Daarom werd de natuurhistorische collectie met geprepareerde amfibieën, zoogdieren, opgezette vogels en vlinders in 1983 in bruikleen gegeven aan de Anton de Kom Universiteit van Suriname.
Gedurende de periode van de militaire dictatuur (1980-1987) werden pogingen ondernomen om de doelstelling van de Surinaamse musea te wijzigen. De musea zouden zich moeten richten op culturele eenheid en natievorming. De initiatieven hiervoor kwamen vooral van jonge ambtenaren van het nieuw opgerichte Directoraat Museumwezen, maar verzandden door onderling gekrakeel. In 1988 werd een initiatiefgroep gevormd die een plan lanceerde om een nieuw Nationaal Museum op te richten waarin ook de collectie van het Surinaams Museum zou opgaan. Het initiatief mislukte door te weinig steun van de verschillende culturele instellingen en gebrek aan financiën.

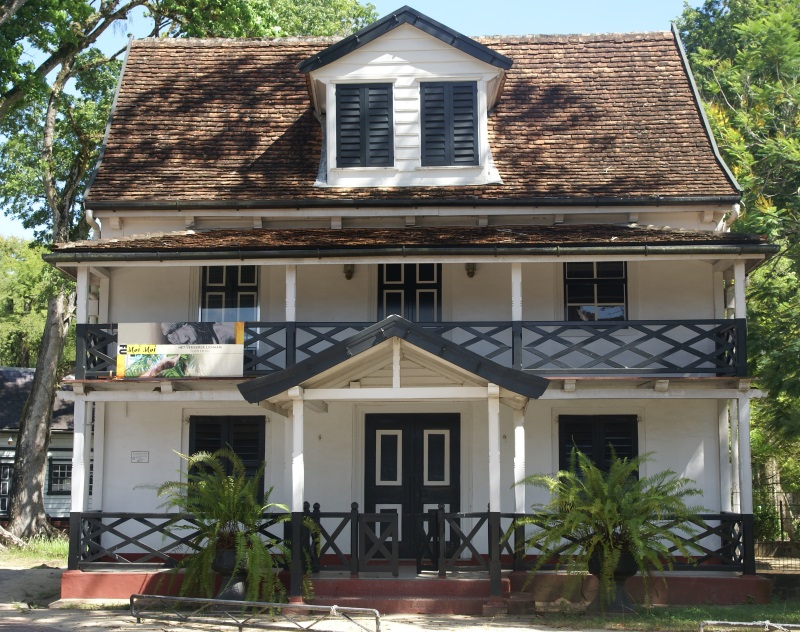
Huis IX, officierswoning aan de Zeelandiaweg 9, Paramaribo (2016)

Na een grote renovatie van Fort Zeelandia en de officierswoningen V en IX, werd het museum op 25 november 1995 weer geopend voor publiek met de tentoonstelling 'Twintig jaar beeldende kunst in Suriname 1975-1995'. 
Het Surinaams Museum is in 2010 een samenwerking aangegaan met twee andere musea: het Amazone Museum Netwerk. Het betreft het Musée des cultures guyanaises in Cayenne en het Musea Paraense Emilio Goeldi in Bélem. Het Musée Alexandre-Franconie in Cayenne heeft zich later bij het netwerk aangesloten. De collecties van de vier musea vertonen veel overeenkomsten wat betreft culturele herkomst, materialen en gebruiken. De doelstelling van het Amazone Museum Netwerk is het conserveren en waarderen van de collecties van het Guianaschild en het uitvoeren van gemeenschappelijke museale en culturele activiteiten.
In 2012 stond de vestiging van het museum wederom onder druk. De regering Bouterse II wilde 'een nieuwe culturele invulling geven aan het Complex, die past bij de inzichten van de regering'. Het fort zou worden gebruikt voor de organisatie van Carifesta 2013, het Caribische kunst- en cultuurfestival. Na protesten uit de internationale cultuur- en museumwereld is dit plan afgeblazen.
Anno 2020 beheert het Surinaams Museum de belangrijkste collectie materieel erfgoed van Suriname. Het ontwikkelde zich tot een professioneel museaal instituut en groeide in de periode 1995-heden uit tot een centrum van kunst, cultuur en kennis voor een breed publiek.

## Collectie

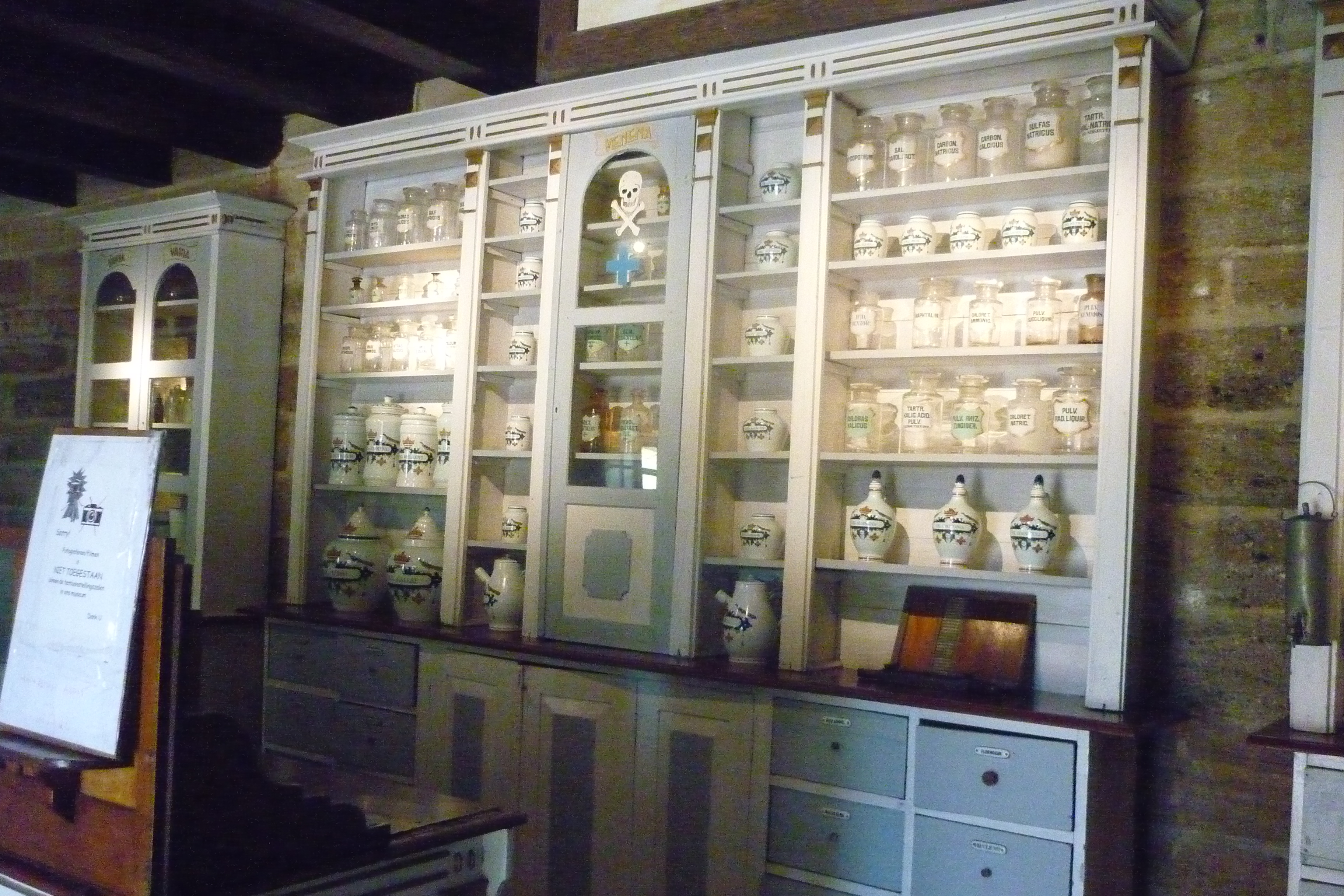
Apotheek in het voormalige kruithuis van Fort Zeelandia (2010)

#### Fort Zeelandia
In Fort Zeelandia bevinden zich de permanente tentoonstellingsruimten. De canon van Suriname wordt getoond. Er is een permanente expositie over de geschiedenis van het fort en het leven in Paramaribo. In het fort is een stadsapotheek nagebouwd met de inboedel van de voormalige apotheek Engelbrecht. Daarnaast is de collectie oude flessen opgesteld. De inboedel van schoenmakerij Kamperveen wordt benut om de werkzaamheden in een oude schoenmakerij te laten zien. Daar wordt ook informatie gegeven over de schoenzwikmachine, een uitvinding van de Surinamer Jan Ernst Matzeliger (1852-1889). Een oude gevangeniscel (het 'kakkerlakkengat') uit de periode dat het fort als gevangenis dienst deed (1872-1967) is in oorspronkelijke staat bewaard. 

#### Etnografica
De collectie etnografica laat de grote diversiteit zien van de bevolkingsgroepen in Suriname. Het erfgoed dat aanwezig is in het museum is afkomstig uit nederzettingen van de inheemsen en de marrons, van de Indische en Javaanse contractarbeiders en van Chinese handelaren, joodse immigranten en kolonisten. 
- Van de inheemse Surinamers bezit het museum een collectie Kunana, gevlochten matjes die voor initiatierituelen worden gebruikt, aardewerken kruiken, inheemse hoofdtooien, gevlochten manden en versierde houten bankjes in de vorm van een vogel, tijger of schildpad.
- Tot de objecten die afkomstig zijn van de marrons behoren onder meer traditionele heup- of lendendoeken, schaamdoeken voor mannen, kuitbanden en mutsen. Voorts bankjes en krukjes voorzien van houtsnijwerk en beschilderde pagaaien.
- De creoolse bevolkingsgroep is vooral vertegenwoordigd met kledingstukken en herinneringsborden en andere objecten die de band met het Nederlandse koningshuis uitdrukken.
- Van de Hindoestaanse bevolkingsgroep worden sieraden, (ceremoniële) kleding, muziekinstrumenten, en gebruiksvoorwerpen getoond.
- Het museum beheert een collectie wajangpoppen, kleding, muziekinstrumenten, waaronder een gamelan, keukengerei en landbouwgereedschap afkomstig uit de Javaanse gemeenschap.
- Tot de stukken die afkomstig zijn uit de Chinese bevolkingsgroep behoren onder andere een originele matjok speeltafel, een masker van papier-maché, enkele muziekinstrumenten, originele kledingstukken en portretfoto’s.

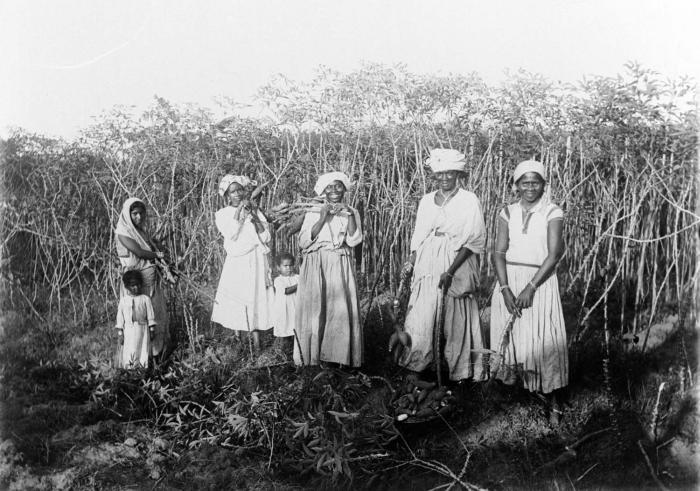
Een groep Creoolse vrouwen en een Hindoestaanse oogsten cassave. Foto Augusta Curiel (tussen 1904-1923)

#### Fotografie
Het museum bezit een grote fotocollectie met 400 foto’s op albuminepapier van Julius Muller uit de periode 1882-1902. De originele glasplaten van het werk van Augusta Curiel, die dateren uit de periode 1904-1937, worden eveneens beheerd door het museum. De Nederlandse fotograaf Willem Diepraam is vertegenwoordigd met een serie foto’s, genomen in de jaren 1983-1978.

#### Archeologie
De archeologische collectie bestaat vooral uit aardewerk uit de precolumbiaanse periode. De collectie is tot stand gekomen door opgravingen en toevallige vondsten onder andere uit de Hertenritscultuur. In het museum zijn ‘adornos’ te zien, kopjes van aardewerk die onderdeel uit hebben gemaakt van kruiken of kommen (1000 n.C.), een vrouwenbeeldje (1000 n.C.) en enkele votiefbijlen (780-880 n.C.). Het topstuk van de collectie is een precolumbiaans kleimasker van ruim 2 kilo, gevonden in het district Marowijne.

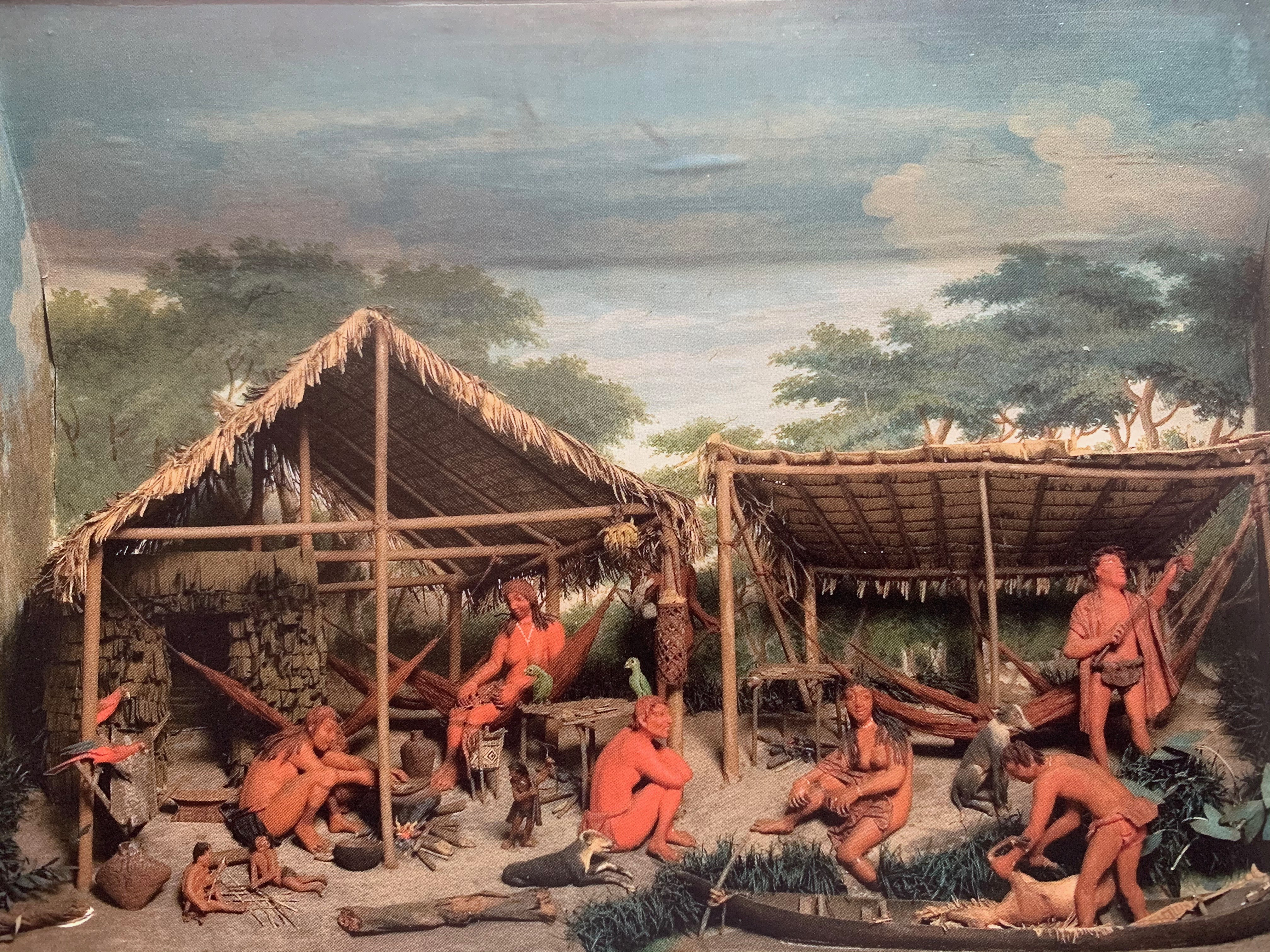
Caraïbenkamp. Diorama van Gerrit Schouten (1779-1839)

#### Beeldende kunst
De collectie moderne kunst kreeg een impuls in 1997 toen 28 Surinaamse kunstenaars een werk aan het museum schonken. De collectie bevat onder meer werk van Myra Winter, Nola Hatterman, een portret van Albert Helman, geschilderd door Anton Faverey, beeldhouwwerken en schilderijen van Erwin de Vries en schilderijen van Rudy Getrouw. De Surinaamse dichter Michaël Slory eerde de kunstenaars met een gedicht.
Van Gerrit Schouten bezit het museum een map met botanische tekeningen en drie diorama’s. Van Willem Winkels zijn de originele prenten uit zijn boek De Toover-lantaarn’’ van Mr. Furet in het museum aanwezig. Voorts tekeningen en prenten van  Nicolaas Box en Théodore Bray.
Rondom de belangrijkste deelcollecties van het museum worden grote exposities georganiseerd en ter gelegenheid van zo’n expositie worden boeken uitgegeven met uitvoerige inleidingen (zie publicaties).

## Educatieve afdeling
De Educatieve dienst is gevestigd op de zolder van officierswoning IX. Bij grote exposities in het fort worden door de Educatieve dienst materialen ontwikkeld voor jonge kinderen. Op de eerste verdieping bevinden zich de stijlkamers en de begane grond is bestemd voor tijdelijke exposities. Die stijlkamers zijn ingericht met antiek meubilair en gebruiksvoorwerpen uit de koloniale tijd.

## Dependance aan de Commewijnestraat

Gravenstraat in Paramaribo. In het huis rechts waren het gouvernementsarchief en de Koloniale Bibliotheek ondergebracht. Foto van Julius Muller (ca.1885)

Op Commewijnestraat 18 bevindt zich een dependance van het Surinaams Museum. Hier bevindt zich het depot en sinds 2006 ook een bibliotheek met klimaatbeheersing en een expositieruimte waar wisselende exposities worden gehouden. De collectie in de bibliotheek bevat ca. 35.000 titels vooral op cultuurhistorisch terrein.

### Geschiedenis
De bibliotheek werd in 1856 gestart door de artsen Charles Landré (1806-1892) en F.A.C. Dumontier (1823-1895). Hun initiatief was het begin van de Koloniale Bibliotheek. Dankzij schenkingen van particulieren bevatte de collectie na twee jaar al 500 boeken en in 1899 werd in de Nieuwe Surinaamsche courant gemeld dat de Koloniale Bibliotheek met 1845 titels de meest uitgebreide bibliotheek in Suriname was.
Tussen 1866 en 1908 vond de bibliotheek onderdak bij het Koloniaal Museum. Na de opheffing van het museum in 1908 werden de boeken ondergebracht in een pand aan de Heerenstraat. Na nog enkele verhuizingen werd de bibliotheek, die inmiddels omgedoopt was tot Landsbibliotheek, samen met het gouvernementsarchief ondergebracht in een pand aan de Gravenstraat. 
In 1957 zorgde museumdirecteur Geijskes ervoor dat de historische werken en het cultuurhistorische deel van de bibliotheek opnieuw bij het museum terechtkwamen. De literatuur werd opgenomen in de bibliotheek van het Cultureel Centrum Suriname. Het natuurwetenschappelijk deel werd in 1983 overgedragen aan de Anton de Kom Universiteit van Suriname.

### Bijzondere boeken en archieven

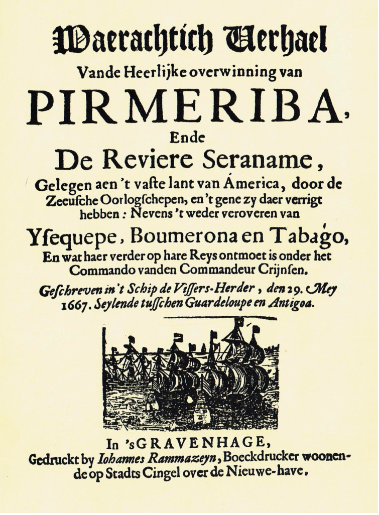
Titelpagina van het Waerachtich Verhael ('s-Gravenhage, 1667)

Tot de boekencollectie behoren enkele zeventiende en achttiende-eeuwse scheepsjournalen. Het Journael of Dag Register Gehouden op ’s Lands Schip van Oorlog Veere gecommandeerd door den Wel Edl Gestrengen Heer Marten Haringman (1757). Het reisverslag Amerikaansche voyagien, behelzende een reis na Rio de Berbice, gelegen op het vaste land van Guiana […] uit 1695 van Adriaan van Berkel. En het Waerachtich Verhael Van de Heerlijke overwinning van Pirmeriba Ende De Riviere Seraname […] onder het Commando vanden Commandeur Crijnssen,  waarin de verovering van Paramaribo in 1667 wordt beschreven. 
In de bibliotheek zijn de archieven ondergebracht van de plantages Mariënburg, Vossenburg, Sorgvliet en Vrouwenvlijt. De bibliotheek beheert ook de persoonlijke archieven en manuscripten van schrijver en kunstenaar Wim Bos Verschuur (1904-1985) en de 18 banden met aantekeningen van rechter Adriaan François Lammens (1767 - 1847). De bibliotheek bezit ook de meest complete verzameling Surinaamse Almanakken.
Bijzondere uitgaven zijn een eerste druk van Reize naar Surinamen met ingekleurde platen van John Gabriël Stedman. Surinaamsche Vlinders (1848) door Jan Sepp met ingekleurde platen van Hans Jacob Scheller. Een map met 51 aquarellen van Surinaamse planten en vruchten, in 1823 en 1824 getekend door Gerrit Schouten. En De toover-lantaarn van Mr. Furet uit 1840, met 18 satirische tekeningen van een blankofficier, door Willem Winkels.

### Gedenktekens in (de tuin van) het depot
In het depot zijn enkele gedenktekens opgeslagen die in het verleden buiten langs de straat hebben gestaan. Hieronder een overzicht:
| Onderwerp                            | Type       | Kunstenaar                                               | Onthulling | Omschrijving                                         |
| ------------------------------------ | ---------- | -------------------------------------------------------- | ---------- | ---------------------------------------------------- |
| Borstbeeld van Barnet Lyon           | borstbeeld | Italiaanse maker, ontwerp (foto) van Alfred del Castilho | 1908       | agent-generaal voor de Immigratie                    |
| Borstbeeld van koningin Wilhelmina   | borstbeeld | Atelier Erven Grisanti                                   | 1909       | Koningin Wilhelmina, geschenk aan Leprozerie Majella |
| Borstbeeld van Johan Eilerts de Haan | borstbeeld | Bart van Hove                                            | 1912       | leider Corantijn-expeditie                           |

## Publicaties (selectie)
- F.C. Bubberman, Schakels met het verleden. De geschiedenis van de kartografie in Suriname 1950-1971. Theatrum Orbis Terrarum, Amsterdam, 1973. In kist, samen met 39 kaarten van Suriname in facsimile. Tekst in Nederlands, Engels en Spaans.
- Laddy van Putten en Janny Zantinge, Let them talk. De historische ontwikkeling van de kleding van de Creoolse vrouw. (Mededelingen van het Surinaams Museum, 43). Stichting Surinaams Museum, 2e druk 1993.
- Steven Vink, Door het oog van Julius Muller. Fotografie 1882 - 1902. Koninklijk Instituut voor de Tropen, Amsterdam en Stichting Surinaams Museum, Paramaribo, 1997. ISBN 9068322710
- Clazien Medendorp, Gerrit Schouten (1779 - 1839). Botanische tekeningen en diorama’s uit Suriname. Koninklijk Instituut voor de Tropen, Amsterdam / Stichting Surinaams Museum, Paramaribo, 1999. ISBN 9789068322796

#### Libri Musei Surinamensis
- Aad H. Versteeg, Suriname voor Columbus/Suriname before Columbus. (Libri Musei Surinamensis 1). Stichting Surinaams Museum, Paramaribo, 2003.
- Aad H. Versteeg en Stéphen Rostain, Precolumbiana. (Libri Musei Surinamensis 2). Stichting Surinaams Museum, Paramaribo, 2005.
- Janneke van Dijk, Hanna van Petten-van Charante en Laddy van Putten, Augusta Curiel, Fotografe in Suriname 1904-1937. (Libri Musei Surinamensis 3). KIT Publishers, Amsterdam in samenwerking met de Stichting Surinaams Museum in Paramaribo en het Tropenmuseum in Amsterdam, 2008. ISBN 9789068324815
- Hilde Neus en Laddy van Putten, Met meesterhand vervaardigd. Gerrit Schouten (1779-1839. Tekeningen en diorama's in het Surinaams Museum. (Libri Musei Surinamensis 4). Stichting Surinaams Museum, Paramaribo, 2008.
- Frans C. Bubberman en Rob van Petten, Het Kordonpad van Suriname. (Libri Musei Surinamensis 5). Stichting Surinaams Museum, Paramaribo, 2011.
- Pepijn Reeser, Verzamelaars en volksopvoeders: Musea in Suriname 1863-2012. (Libri Musei Surinamensis 6). Koninklijk Instituut voor de Tropen, Amsterdam / Stichting Surinaams Museum, Paramaribo, 2012. ISBN 9789067183925
- W.E.H. Winkels, De toover-lantaarn van Mr. Furet, Suriname, 1840. W.E.H. Winkels, De toverlantaarn van meester Furet, 1840 (jeugduitgave). Hilde Neus, Het leven van een blankofficier (essay). (Libri Musei Surinamensis 7a, 7b en 7c). Stichting Surinaams Museum, Paramaribo, 2013.
- Wim Bos Verschuur (Soll Bwemi), Het vergeten land. (Libri Musei Surinamensis 8). Stichting Surinaams Museum, Paramaribo, 2017

#### Mededelingen van het Surinaams Museum
Naast de boekenserie Libri Musea Surinamensis, waarvan de delen werden uitgegeven ter gelegenheid van verschillende grote tentoonstellingen, heeft het museum tussen 1959 en 1997 54 korte publicaties uitgegeven in de serie Mededelingen van het Surinaams Museum. 

## Recente exposities
- 2017 Cityscapes + birdman. Foto’s van Jaquie Maria Wessels[35]
- 2016 Moi Moi. Het versierde lichaam toen en nu
- 2016 Joden in de Cariben. Vier eeuwen geschiedenis in Suriname en Curaçao
- 2013 Linked Heritage. An exhibition of the Amazonian Museums Network

## Directeuren
- 1954-1965 Dirk Cornelis Geijskes
- 1965-1966 Richard Abbenhuis (interim-directeur)
- 1966-19?? Francois Haverschmidt (interim-directeur)
- 1967-1971 Piet Bolwerk (wnd. directeur)
- 1972-1982 Jim Douglas
- 1982-1987 Gloria Leurs
- 1988-1990 Jim Douglas (interim-directeur)
- 1990-1995 Jerry Egger
- 1995-2024 Laddy van Putten
- 2024-heden Santosh A. Singh